# Torta di rane
La torta di rane (in dialetto camuno turta dè rane) è un secondo piatto tipico della Val Camonica, in particolare del comune di Bienno. La si ricava impanando e friggendo nel burro delle cosce di rana e preparando a parte un ripieno di formaggio, uova, pangrattato, prezzemolo, aglio, coste, sale, pepe e noce moscata.